# NGC 5370
NGC 5370 (również PGC 49408 lub UGC 8832) – galaktyka soczewkowata (SB0), znajdująca się w gwiazdozbiorze Wielkiej Niedźwiedzicy. Została odkryta 19 marca 1790 roku przez Williama Herschela. Jest to galaktyka z aktywnym jądrem typu LINER.
W galaktyce tej zaobserwowano supernową SN 2010B.